# Jesús de Machaca
Jesús de Machaca är en ort i Bolivia.   Den ligger i departementet La Paz, i den västra delen av landet, 500 km nordväst om huvudstaden Sucre. Jesús de Machaca ligger 3 847 meter över havet och antalet invånare är 396.
Terrängen runt Jesús de Machaca är platt åt sydväst, men åt nordost är den kuperad. Runt Jesús de Machaca är det mycket glesbefolkat, med 4 invånare per kvadratkilometer.. Närmaste större samhälle är Guaqui, 16,8 km norr om Jesús de Machaca. 
Trakten runt Jesús de Machaca består i huvudsak av gräsmarker.